# Jules Vallès
Jules Louis Joseph Vallès (Le Puy-en-Velay, Haute-Loire, 11 de junho de 1832 - Paris, 14 de fevereiro de 1885) foi um  jornalista, escritor e político francês de extrema esquerda.

## Biografia
Jornalista ativo e militante, anarquista e maçom, ingressou na Internacional, participou pessoalmente da experiência da Comuna de Paris e escapou da execução refugiando-se em Londres.
Escreveu uma trilogia: L'enfant (1879), Le bachelier (1881) e L'insurgé (1886), na qual contava sua vida em um afresco de ironia zombeteira contra uma sociedade que Vallès desprezava. Ele também estava entre as figuras mais interessantes do movimento naturalista.